# Abolhassan Sadighi
Abolhassan Sadighi (en persa: ابوالحسن صدیقی‎) (n. 5 de octubre de 1894 - f. 11 de diciembre de 1995) fue un escultor y pintor iraní. Lo conocieron como Maestro Sadighi; fue estudiante de Ghaffari. Entre sus obras se hallan la estatua de Ferdousí en la Plaza Ferdousí, la estatua de Khayyam en el Parque Laleh de Teherán, la estatua de Nader Shah en su mausoleo en Mashhad, y el retrato de Abu-Ali Sina.

## Biografía

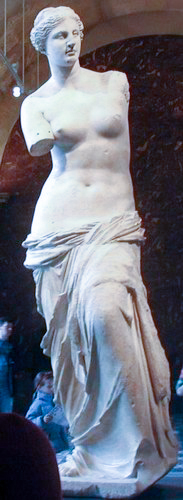
La Venus de Milo. Sadighi basó su primera estatua de piedra en una foto de. esta obra. Actualmente está perdida.

Abolhassan Sadighi nació en el vecindario de Oudlajan en Teherán en 1897. Su padre, Mirza Bagher Khan Sadigoddoleh, era residente de Nur, Provincia de Mazandaran; su madre, Malakeh Khanum, conocida como "Shajan", era una de las princesas de la dinastía Qajar. Ambos se mudaron a Teherán años antes del nacimiento de Sadighi y se establecieron en Oudlajan, que era en ese momento uno de los barrios de clase alta de la capital. Cuando tenía siete años, Sadighi fue a la escuela Agdasiyyeh, una de las nuevas escuelas, fundada por Saeed-ol-Olama Larijani. Después de terminar la educación primaria, fue a la escuela Alians, donde comenzó a pintar sin tener ningún mentor; sus pinturas en las paredes de la escuela provocaron quejas de las autoridades escolares.
Aunque su familia de nobles buscó otras alternativas para él y su padre no se inclinaba a que su hijo fuera pintor, el gran interés de Sadighi en pintar y diseñar lo hizo dejar sus estudios el último año escolar e ingresar a la Escuela de Bellas Artes de Kamal-ol-molk Ghaffari en 1917; donde al cabo de 3 años obtuvo un diploma de high school y se convirtió en mentor de otros estudiantes.

### Escuela de Bellas Artes
Una vaga inclinación interna empujó a Sadighi a la escultura cuando era maestro de pintura en la Escuela de Bellas Artes, y como en ese tiempo no había ningún mentor de escultura en Irán y tampoco se enseñaba en ningún lado, formó una estatua de yeso de medio cuerpo de un niño en 1922, con herramientas rudimentarias; y se lo presentó a Ghaffari, quien se dio cuenta del talento de Sadighi y convirtió el invernadero de la escuela en un taller de escultura. Mientras enseñaba pintura, Sadighi fue adquiriendo experiencia en la escultura: aprendió sobre aspectos teóricos leyendo los libros que Ghaffari había traído de Europa.
Después de unos dos o tres años de desarrollar sus habilidades trabajando en varias estatuas de yeso, le pidió a Ghaffari que le permitiera crear una estatua de piedra. Al principio no estuvo de acuerdo y consideró que las herramientas y la experiencia de Sadighi eran insuficientes, pero eventualmente lo aprobó y asumió los gastos por la piedra. En 1925, Sadighi concluyó una estatua de la Venus de Milo, que junto a su mentor llevaron ante Ahmad Shah Qayar. El Shah le dio a Ghaffari 50 tomanes y a Sadighi un salario mensual de 20 tomanes para asegurar el progreso de su carrera; además Ghaffari lo dejó a cargo del recién creado taller de escultura de la Escuela de Bellas Artes. 
Desde entonces formó muchas estatuas, entre ellas: una estatua de yeso de Ferdousí, medios cuerpos y estatuas completas de Amir Kabir, Abolgasem (soldado de Ghaffari), "Elías el vendedor" y "El barbero del baño". La más prominente de ellas fue Siyah-ney-zan —Haj Magbal— (1926), una estatua de 93 centímetros de altura hecha con caliza patinada, actualmente conservada en el Museo Nacional de Arte.

### Viaje a Europa
En 1927 Ghaffari abandonó todas sus publicaciones y se mudó a Hoseynabad, Zeberkhan, Nishabur. Durante su salida de Teherán, le sugirió a Sadighi completar su educación complementaria en Europa, para lo cual le donó el dinero que había ahorrado del salario de Ahmad. Para 1928, Sadighi había viajado de Teherán a Astara; de allí a Bakú, a Moscú, y eventualmente Francia. Viajó por algunos países europeos y continuó aprendiendo y adquiriendo experiencia en escultura y talla de piedra por 4 años en la High School Nacional de Bellas Artes en París. A lo largo de su estadía en Europa, donde vivió las dos guerras mundiales, realizó 160 pinturas.

### Regreso a Irán
Después de haber ganado mucha experiencia, Sadighi regresó a Irán en marzo de 1934, y dos meses después se casó con su prima Qodratossadat Mirfedersky. Después de obtener el permiso de Ghaffari, y con la ayuda de su amigo y antiguo compañero de clase, Ali-Mohammad Heydaryan, estableció nuevamente la Escuela de Bellas Artes; la cual fue cerrada por razones desconocidas después de la muerte de Ghaffari en 1940. 
Tras un tiempo, el Ministerio de Cultura fundó otra escuela llamada Hermosas Artes, donde Sadighi aceptó desempeñarse como educador. La misma pasó a la administración de la Universidad de Teherán, y se le otorgó el liderazgo de la academia de talla de piedra a Sadighi.

### Junta Nacional de Obras

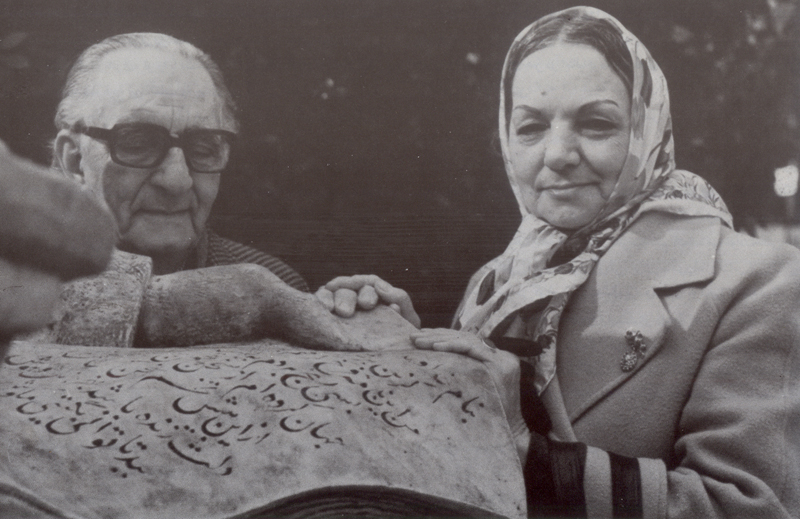
Sadighi y su esposa Godratossadat Mirfendersky en la Plaza Ferdousí, junto a la estatua de Ferdousí.

En 1950, Sadighi se unió a la Junta Nacional de Obras, donde pintó retratos y realizó estatuas de celebridades iraníes del mundo de la ciencia y la literatura, como son los retratos de Sa'di, Avicena, Ferdousí y Hafez de Shiraz. En 1961 se retiró de la Universidad de Teherán y dedicó todas sus energías a la escultura. Viajó a Italia, donde logró crear notables estatuas como la estatua de Nader Shah y su asistente, en la bóveda de Nader Shah en Mashhad, la estatua de Ferdousí en la Plaza Ferdousí, en Teherán; y la estatua de Omar Jayam en el Parque Laleh.

### Últimos años
Durante la Revolución iraní de 1979, la estatua de Jayam recibió serios daños, con su cara y dedos rotos como resultado de piedras arrojadas contra ella. El 11 de febrero de 1979, un grupo desconocido decapitó la estatua de Ferdousí, que fue reparada más tarde.
Durante la revolución, Sadighi estaba en Italia trabajando en la estatua de Farahani. El modelo de yeso de la estatua, de 225 centímetros de altura, fue completado por Lorenzo Nicolocci, pero debido al cambio de Administración en Irán, su transferencia a Teherán fue cancelada; las nuevas autoridades también se rehusaron a pagar los próximos gastos, y la estatua de bronce que estaba planeada nunca se creó. Después de 33 años, el 11 de octubre del 2010, dicho modelo de yeso fue instalado en el Parque Mellat por la municipalidad de Teherán, en una ceremonia a la que asistió la familia de Sadighi.
Sadighi volvió a Irán después de un tiempo y vivió sus últimos años en silencio y aislamiento. El 29 de junio de 1992, su esposa murió; y él murió el 11 de diciembre de 1995 a los 101 años de edad, siendo enterrado en la sección de artistas del Behesht-e Zahra. Tras su muerte se llevaron a cabo ceremonias conmemorativas; también se le ordenó la creación de una estatua a su hijo Fereydoon Sadighi, la cual se halla en la Escuela de Hermosas Artes.

## Trabajos

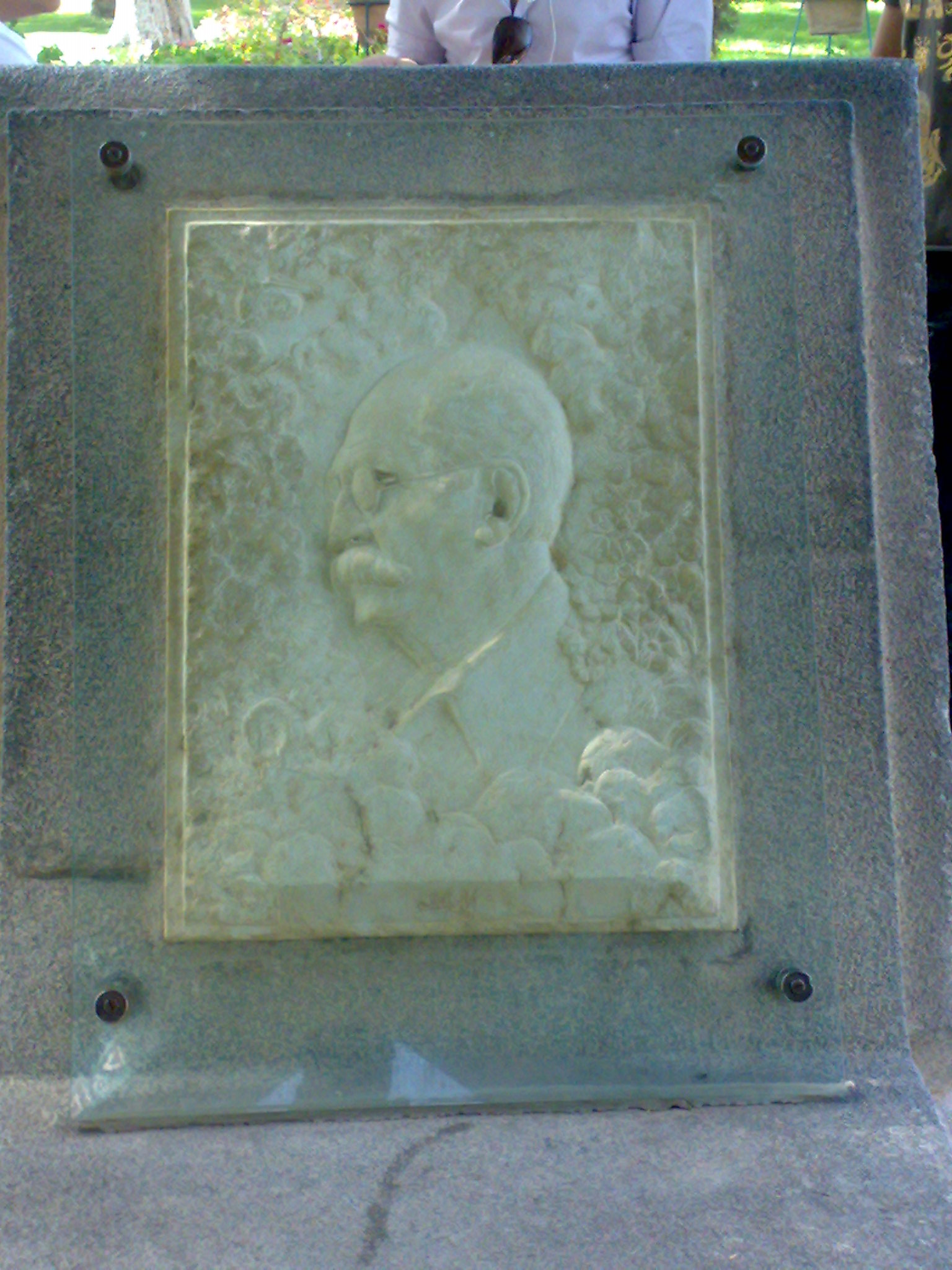
Pintura en el mausoleo de Ghaffari en Nishapur.

### Estatuas
Luego de visitar la estatua de Ferdousí en Villa Borgs (Roma), el escultor italiano Gostinus Ambrosi escribió en su diario:

Que el mundo lo sepa, considero al creador de la estatua de Ferdousí el segundo Michelangelo del Oriente. Michelangelo ha nacido una vez más en el este.

Abolhassan Sadighi ha creado 83 estatuas; las que tienen información precisa se mencionan en la lista de abajo. Además creó estatuas de personas famosas contemporáneas, incluyendo a Reza Shah, Mohammad Reza Pahleví, Hassan Taqizadeh (entonces representante de la Asamblea Nacional Consultiva de Irán), el doctor Habibi (uno de los directores de la escuela de agricultura), Bayat, Kashefossaltaneh (que está en Lahiyán, Provincia de Guilán), Karim Sa'I y Imam-Quli Khan (gobernador de Fars en el momento de Abás el Grande), hoy en la plaza central de Qeshm.
| Año  | Nombre                                              | Material            | Altura (cm) | Ubicación                       |
| ---- | --------------------------------------------------- | ------------------- | ----------- | ------------------------------- |
| 1924 | Medio cuerpo de una muchacha                        | Caliza              | 20          | Colección privada               |
| 1926 | Siyah-Ney-Zan (Haj Magbal)                          | Caliza patinada     | 93          | Museo Nacional de Artes         |
| 1926 | Medio cuerpo de Haj Magbal                          | Caliza patinada     | 63          | Museo Nacional de Artes         |
| 1928 | Medio cuerpo de una muchacha                        | Yazd marble         | 35          | Colección privada               |
| 1933 | Medio cuerpo de un anciano                          | Caliza              | 67          | Colección privada               |
| 1933 | Medio cuerpo de un joven (Abolgasem)                | Caliza              | 64          | Colección privada               |
| 1933 | Medio cuerpo de un sirviente casero (Naneh-Hosseyn) | Caliza patinada     | 30          | Colección privada               |
| 1933 | Medio cuerpo de un anciano                          | Mármol de Yazd      | 51          | Colección privada               |
| 1933 | Ferdousí montando un Simurgh                        | Yeso                | 160         | Destruido                       |
| 1934 | Medio cuerpo de Ferdousí                            | Yeso                | 70          | Destruido                       |
| 1938 | Medio cuerpo de Nader Shah                          | Mármol de Yazd      | 70          | Museo de Tus en Mashhad         |
| 1940 | Su madre (Shajan)                                   | Caliza patinada     | 33          | Colección privada               |
| 1942 | Cuatro justicias iraníes                            | Piedra blanca       | 90*180      | Palacio de Justicia de Teherán  |
| 1943 | Amir Kabir                                          | Caliza patinada     | 220         | Dar ul-Funun                    |
| 1944 | Dama de la Justicia                                 | Mármol              | 220         | Palacio de Justicia de Teherán  |
| 1946 | Tres escenarios del Shāhnāmé de Ferdousí            | Piedra              | 430*85      | Sobre el Banco Nacional de Irán |
| 1951 | Sheikh Ajal Sa'di                                   | Mármol              | 285         | Plaza Sa'di en Shiraz           |
| 1954 | Abu-Ali Sina                                        | Mármol              | 285         | Mausoleo de Avicenna en Hamadán |
| 1956 | Nader Shah y sus soldados                           | Fundición de bronce | 700         | Mausoleo de Nader en Mashhad    |
| 1958 | Medio cuerpo de su hermano                          | Caliza              | 44          | Colección privada               |
| 1968 | Perfil de Ghaffari                                  | Mármol              | 65*60       | Mausoleo de Ghaffari, Nishapur  |
| 1968 | Ferdousí                                            | Mármol de Carrara   | 185         | Villa Borghese, Roma            |
| 1969 | Ferdousí                                            | Mármol de Carrara   | 185         | Tumba de Ferdousí, Tus          |
| 1970 | Medio cuerpo de Omar Jayam                          | Mármol de Carrara   | 90          | Mausoleo de Jayam, Nishabur     |
| 1971 | Ferdousí                                            | Mármol de Carrara   | 300         | Plaza de Ferdousí, Teherán      |
| 1975 | Omar Khayyam                                        | Mármol de Carrara   | 185         | Parque de Laleh, Teherán        |
| 1976 | Farahani                                            | Yeso                | 225         | Milán, Italia                   |
| 1977 | Ecuestre de Ya'qub-i Laith Saffari                  | Bronce              | 450         | Plaza central de Zabol          |
| 1978 | Farahani                                            | Bronce              | ?           | Parque Mellat, Teherán          |

### Pinturas

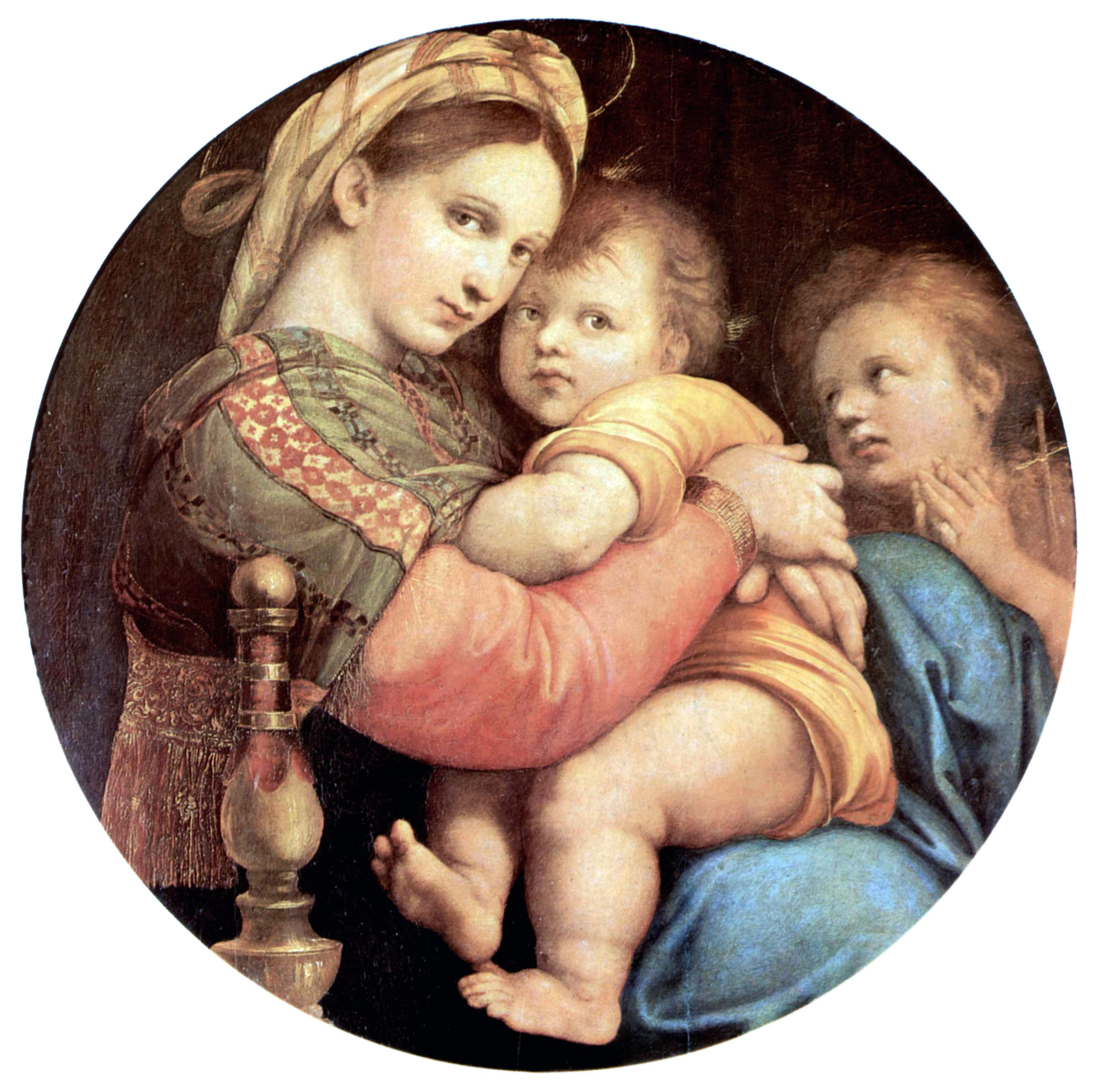
Virgen de la silla de Rafael.

Sadighi ha dejado notables obras de pintura y retratos de famosos escritores de la literatura clásica persa que le han valido una gran reputación. Una de sus pinturas, un retrato de 7 x 3 metros del primer Embajador iraní en la Corte de Luis XVI de Francia, se halla en la Embajada de Irán en París; y otra en el museo Sa'dabad.
Durante su año en Europa, además de pintar paisajes europeos, imitó los trabajos pictóricos de Rafael, Rembrandt, Rubens, Ingres, y de otros hallados en el Museo del Louvre. Las pinturas inspiradas en Rubens se destruyeron por el mal cuidado, pero su pintura sobre María y Jesús inspirada en la Virgen de la silla de Rafael está en posesión de su hijo Fereydoon Sadighi.

#### Retratos
Los retratos de Sadighi de figuras la literatura persa se han hecho populares, especialmente los retratos de Abu-Ali Sina, Sa'di y Ferdosí.
En 1944 se formó un grupo de expertos para retratar la cara de Abu-Ali Sina, y el diseño cayó en manos de Sadighi. 
En mayo de 1945 diseñó una imagen de un cara completa con un bolígrafo negro y la imagen fue ratificada en la 21ª reunión de la Junta Nacional de Obras y se imprimió en los documentos de la lotería Ibn-I Sina. En enero de 1949, Sadighi pintó un perfil de ese retrato de cara completa que fue usado en sellos, medallas y otras cosas. El mismo año, integró un grupo de seis miembros que incluía a Hooshang Seyhoun, el cual fue a Hamadan para exhumar la tumba de Abu-Ali Sina y examinar su cráneo, el cual fue enterrado de otra vez después de construir un nuevo mausoleo. Después Sadighi fue asignado por la Junta Nacional de Obras para formar una estatua de dicho personaje; la terminó en 1954 y actualmente se encuentra en la ciudad de Hamadán.

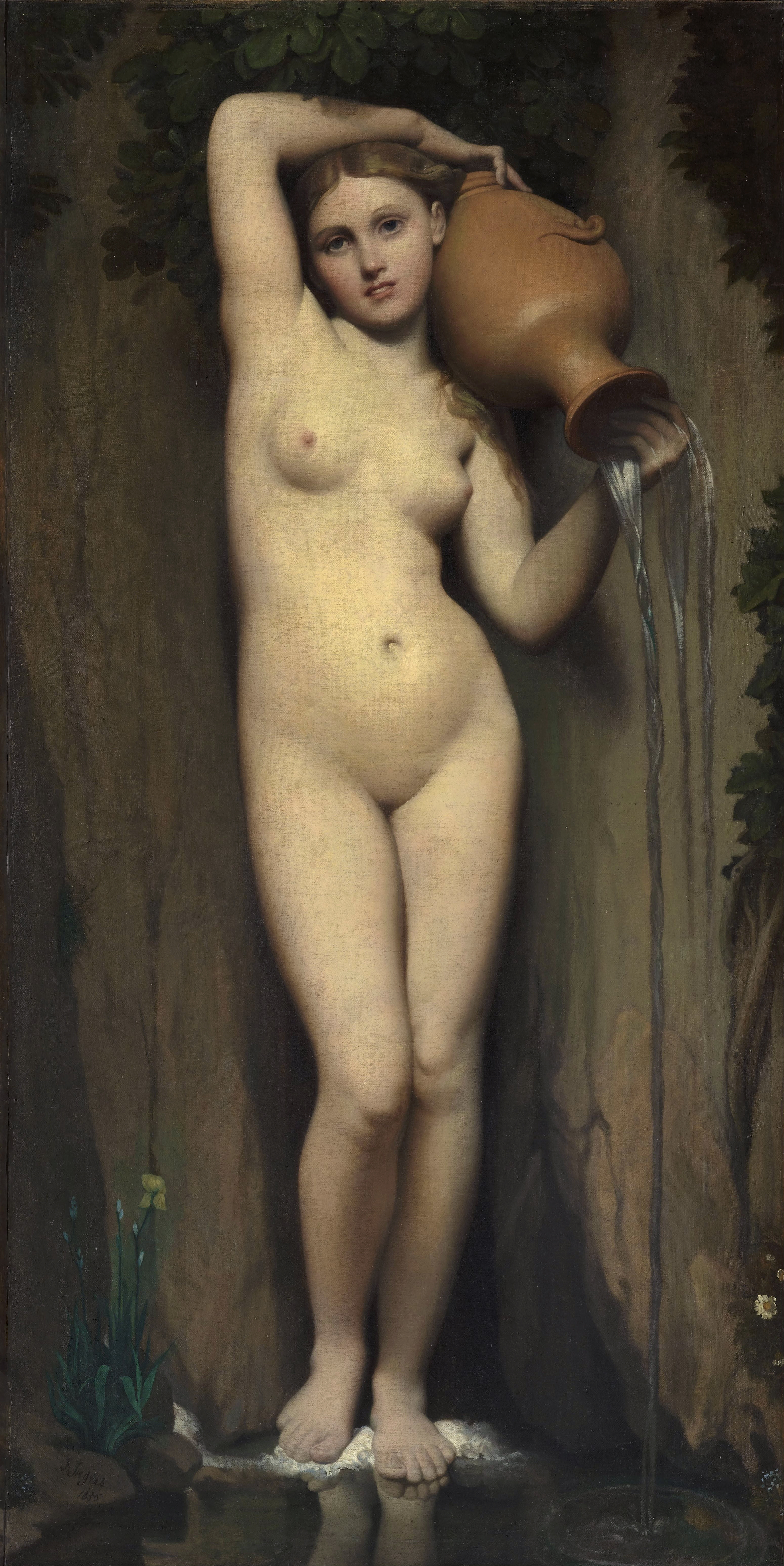
La fuente de Ingres. Sadighi dibujó una copia muy similar de esta obra.

| Año  | Nombre                    | Tipo                    | Tamaño |
| ---- | ------------------------- | ----------------------- | ------ |
| 1930 | Florencia, Italia         | Crayón sobre papel      | 20*30  |
| 1931 | París                     | Tinta sobre papel       | 16*24  |
| 1931 | Florencia                 | Pluma negra sobre papel | 15*25  |
| 1931 | Muelle en Venecia, Italia | Pluma negra sobre papel | 15*20  |
| 1931 | Pato en Venecia           | Pluma negra sobre papel | 15*20  |
| 1945 | Abu-Ali Sina              | Pluma negra sobre papel |        |
| 1949 | Perfil de Abu-Ali Sina    | Pluma negra sobre papel | 48*35  |
| 1949 | Saadi                     | Pluma negra sobre papel | 48*35  |
| 1951 | Mujer joven, Roma, Italia | Crayón sobre papel      | 21*21  |
| 1971 | Hafez                     |                         | 70*110 |

#### Pintura al aceite
| Año  | Nombre                                                             | Tamaño |
| ---- | ------------------------------------------------------------------ | ------ |
| 1924 | Retrato de Naneh Hosseyn, sirviente de Shajan                      | 32*40  |
| 1925 | Retrato de su hermana                                              | 46*55  |
| 1927 | Copia de la pintura Virgen de la silla de Rafael                   | 85*85  |
| 1927 | Retrato de María, hecho en colaboración con Ali Mohammad Heydaryan | 30*45  |
| 1928 | Letyan, alrededor de Teherán                                       | 33*50  |
| 1928 | Ali ibn-Ali Talib                                                  | 30*40  |
| 1928 | La villa en Damavand                                               | 33*50  |
| 1928 | Su juventud                                                        | 48*55  |
| 1930 | Su juventud, Florencia                                             | 18*27  |
| 1930 | Plazan de San Marcos, Venecia                                      | 34*41  |
| 1930 | Su juventud, Venecia                                               | 65*82  |
| 1930 | Una villa junto al río Sena, París                                 |        |
| 1930 | Él mismo en Venecia                                                | 33*40  |
| 1930 | Una villa cerca de Florencia                                       | 35*45  |
| 1930 | Sur de Francia                                                     |        |
| 1930 | Él mismo en Marsella, Francia                                      | 55*70  |
| 1931 | Su juventud                                                        | 25*33  |
| 1931 | Una copia de un trabajo de Rembrandt                               | 35*56  |
| 1933 | Su esposa (incompleta)                                             | 53*70  |
| 1958 | Su residencia en Roma                                              | 30*40  |
| 1960 | Roma                                                               | 62*84  |
| 1976 | Roma                                                               | 35*50  |

#### Acuarela
| Año  | Nombre                                  | Tamaño |
| ---- | --------------------------------------- | ------ |
| 1928 | Una iglesia en París                    | 12*29  |
| 1929 | Un parque en París                      | 22*30  |
| 1929 | Afueras de París                        | 38*52  |
| 1930 | Río Sena, París                         | 22*30  |
| 1930 | Venecia, Italia                         | 38*53  |
| 1930 | Entrada de un canal, Venecia            | 38*54  |
| 1930 | Un paisaje al lado de Marsella, Francia | 39*49  |
| 1930 | Sur de Francia                          | 42*57  |
| 1930 | Un pato en Venecia                      | 21*29  |
| 1930 | Un antiguo vecindario en París          | 42*52  |
| 1930 | Naturaleza, sur de Francia              | 22*30  |
| 1930 | Una villa cerca de París                | 22*30  |
| 1930 | Alrededor de París                      | 22*29  |
| 1930 | Alrededor de París                      | 39*51  |
| 1930 | Un antiguo vecindario en París          | 22*30  |
| 1930 | Un antiguo vecindario en París          | 41*46  |
| 1930 | Un antiguo vecindario en París          | 42*52  |
| 1931 | Una iglesia en Venecia                  | 22*30  |
| 1931 | Venecia                                 | 22*30  |
| 1931 | San Marcos, Venecia                     | 38*54  |
| 1931 | Un puerto en Venecia                    | 38*54  |
| 1931 | Una novia en el río Sena                | 42*52  |
| 1931 | Un antiguo vecindario en París          | 42*52  |
| 1931 | Río Sena                                | 42*52  |
| 1931 | Venecia                                 | 38*54  |
| 1931 | Río Sena                                | 42*52  |
| 1931 | Un antiguo vecindario en París          | 38*54  |
| 1931 | Sur de Francia                          | 38*54  |
| 1931 | San Marcos                              | 22*30  |
| 1931 | Una iglesia en París                    | 15*25  |
| 1951 | Una novia y un canal en Venecia         | 21*29  |

### Destruidas
- 1925 - Estatua de piedra de la Venus de Milo. Tras ser presentada a Ahmad Shah nunca fue hallada.
- 1933 - Estatua de yeso de Ferdousí volando un Simurgh (auxiliado por Hasan-Ali Vaziri). Altura: 160 centímetros aproximadamente.[13]
- 1934 - Estatua de yeso de medio cuerpo de Ferdousí. Altura: 70 centímetros.[14]
- Cuerpo entero de Malekolmotakallemin en mármol. Situada en el Parque Shahr hasta 1999 y transferida al almacén de la agencia de la Agencia de Parques. En junio de 2006 se anunció que la estatua estaba perdida.[15]